# Dzierżęcin
Dzierżęcin (deutsch Dörsenthin) ist ein Dorf in der Woiwodschaft Westpommern in Polen. Es gehört zur Gmina Postomino (Gemeinde Pustamin) im Powiat Sławieński (Schlawer Kreis).

## Geographische Lage
Das kleine Bauerndorf Dzierżęcin liegt 14 Kilometer nordwestlich der Kreisstadt Sławno und 10 Kilometer nordöstlich von Darłowo (Rügenwalde). Weniger als einen Kilometer südlich des Dorfes verläuft die Woiwodschaftsstraße 203, die Koszalin (Köslin) und Darłowo mit Ustka (Stolpmünde) verbindet. Die nächste Bahnstation war in Darłowo, dem Endpunkt der Bahnstrecke Korzybie–Darłowo.
Nachbargemeinden von Dzierżęcin sind: im Westen Sulimice (Zillmitz) und Barzowice (Barzwitz), im Norden Bylica (Schönenberg), im Osten Wszedzień (Scheddin) und im Süden Karsino (Karzin).

## Ortsname
Die deutsche Ortsbezeichnung Dörsenthin kam auch noch im Landkreis Köslin vor. Der Ort dort ist heute ein Stadtteil von Koszalin und trägt den polnischen Namen Dzierżęcino. Für das Dorf, das 1301 auch Darsuzeno hieß, leitet sich der Name aus dem Wendischen her, wo „dorz“ = „Riss, Schlucht“ heißt.

## Geschichte
Am 28. März 1301 belehnte Fürst Sambor von Rügen den Burggraf Matheus in Zlawena (= Schlawe – Alt Schlawe) mit zwölf Gütern und Dörfern, darunter Dörsenthin. Das Dorf gehörte seitdem zum Amt Rügenwalde.
1784 wurden in Dörsenthin genannt: 1 Freischulze, 7 Bauern, 2 Landkossäten und 5 Büdner. 1818 lebten hier 158 Einwohner. Ihre Zahl stieg bis 1867 auf 205 und betrug 1939 noch 150 in 32 Haushaltungen. Heute sind in Dzierżęcin 70 Einwohner registriert.
Vor 1945 war Dörsenthin eine Gemeinde im Amtsbezirk Palzwitz (heute polnisch: Palczewice). In Palzwitz war auch das Standesamt, während das Amtsgericht in Rügenwalde (Darłowo) stand. Das Dorf lag im Landkreis Schlawe i. Pom. im Regierungsbezirk Köslin der preußischen Provinz Pommern.
Am 7. März 1945 besetzten russische Truppen den Ort. Die Bevölkerung wurde im Zuge der Evakuierung in den Raum Quatzow (Kwasowo)-Kusserow (Kosierzewo)-Wusterwitz (Ostrowiec) umquartiert. Nach zwei bis drei Wochen kehrte sie wieder heim. Im Dezember 1945 wurde sie dann endgültig aus dem Dorf ausgewiesen, nachdem die Höfe von polnischen Familien in Besitz genommen worden waren.
Heute heißt das schlawische Dörsenthin Dzierżęcin und ist Teil der Gmina Postomino im Powiat Sławieński der Woiwodschaft Westpommern (bis 1998 Woiwodschaft Stolp).

## Kirche
Vor 1945 war die Einwohnerschaft von Dörsenthin fast ausnahmslos evangelisch. Der Ort gehörte mit Barzwitz (heute polnisch: Barzowice), Drosedow (Drozdowo), Karsino|Karzin (Karsino), Vitte (Wicie) und Zillmitz (Sulimice) dem Kirchspiel Barzwitz zugeordnet. Es lag im Kirchenkreis Rügenwalde (Darłowo) in der Kirchenprovinz Pommern der Kirche der Altpreußischen Union.
Seit 1945 ist Dzierżęcin überwiegend römisch-katholisch. Das Dorf gehört zur Pfarrei Barzowice im Dekanat Darłowo im Bistum Köslin-Kolberg der Katholischen Kirche in Polen. Evangelische Kirchenglieder werden vom Pfarramt Koszalin (Köslin) in der Diözese Pommern-Großpolen der Evangelisch-Augsburgischen Kirche in Polen betreut.

## Schule
Dörsenthin hatte vor 1945 eine einklassige Volksschule. Das Gebäude stammte aus der Zeit um 1895. Hier wurden 20 Kinder unterrichtet.